# Motonobu Takō
Motonobu Takō (jap. 田光 仁重, Takō Motonobu; * 22. April 1972 in der Präfektur Shizuoka) ist ein ehemaliger japanischer Fußballspieler.

## Karriere
Takō erlernte das Fußballspielen in der Schulmannschaft der Shimizu Commercial High School und der Universitätsmannschaft der Juntendo-Universität. Seinen ersten Vertrag unterschrieb er 1995 bei Fukuoka Blux (heute: Avispa Fukuoka). Der Verein spielte in der zweithöchsten Liga des Landes, der Japan Football League. 1995 wurde er mit dem Verein Meister der Japan Football League und stieg in die J1 League auf. Ende 1996 beendete er seine Karriere als Fußballspieler.